# 神村元種
神村 元種（かむら もとたね）は、戦国時代から江戸時代前期にかけての武将。毛利氏の家臣。周防国下松藩家老。

## 生涯
永禄9年（1566年）、毛利氏家臣の吉原元親の子として誕生。
毛利輝元の馬廻となり、天正10年（1582年）に居所を備後国世羅郡吉原村から、備後国御調郡神村へ移し、在名から名字を「神村」に改めた。天正11年（1583年）7月2日に父・元親が死去したため、その後を継ぐ。
慶長6年（1601年）、元種の忠節を賞して毛利輝元から銀子10枚を与えられた。
慶長10年（1605年）12月14日、同年の五郎太石事件の後に毛利氏家臣団や有力寺社の総勢820名が連署して毛利氏への忠誠や様々な取り決めを記した連署起請文において、39番目に「神村三郎兵衛尉」と署名している。
慶長19年（1614年）10月18日、輝元の命を受けて密かに本多正純と会見し、大坂冬の陣に輝元の次男・就隆を出陣させるべきかどうかを協議した。その結果、就隆だけでなく、毛利輝元、毛利秀就、毛利秀元らも出陣する方が良いという意見で一致したため、本多正純は10月24日に輝元へ出陣を要請。元種も秀就に従って大坂冬の陣に出陣した。翌慶長20年（1615年）の大坂夏の陣では、留守居に相応しい人物が他にいないとして秀就の命により留守居役を務めた。
元和3年（1617年）、毛利就隆が周防都濃郡に3万石を与えられて下松藩（後の徳山藩）を興すと、元種は桂元綱や奈古屋元忠、福間元道らと共に就隆の附家老に選ばれた。元和6年（1620年）に元種は家督を嫡男・元忠に譲って隠居分として出向し、1300石を与えられた。以後、神村氏は3代藩主・元次に断絶させられるまで、代々徳山藩の次席家老を務めた。
寛永11年（1634年）閏7月22日に死去。享年69。下松藩（徳山藩）次席家老としての神村家は、元種の娘婿である井原豊前守の次男・隆親が養子となって継いだ。